# Conceição da Barra (ort)
Conceição da Barra är en ort i Brasilien.   Den ligger i kommunen Conceição da Barra och delstaten Espírito Santo, i den sydöstra delen av landet, 900 km öster om huvudstaden Brasília. Conceição da Barra ligger 8 meter över havet och antalet invånare är 19 309.
Terrängen runt Conceição da Barra är platt. Havet är nära Conceição da Barra åt sydost. Närmaste större samhälle är São Mateus, 19,4 km sydväst om Conceição da Barra.